# Provincia Chiang Rai
Chiang Rai (în thailandeză เชียงราย) este o provincie (changwat) din Thailanda. Situată în regiunea de Nord, provincia Chiang Rai are în componența sa 18 districte (amphoe), 124 de sub-districte (tambon) și 1510 de sate (muban). 
Cu o populație de 1.228.578 de locuitori și o suprafață totală de 11.678,4 km2, Chiang Rai este a 14-a provincie din Thailanda ca mărime după numărul populației și a 12-a după mărimea suprafeței.